# Sankt Pantaleon-Erla
Sankt Pantaleon-Erla osztrák község Alsó-Ausztria Amstetteni járásában. 2023 januárjában 2692 lakosa volt. 

## Elhelyezkedése

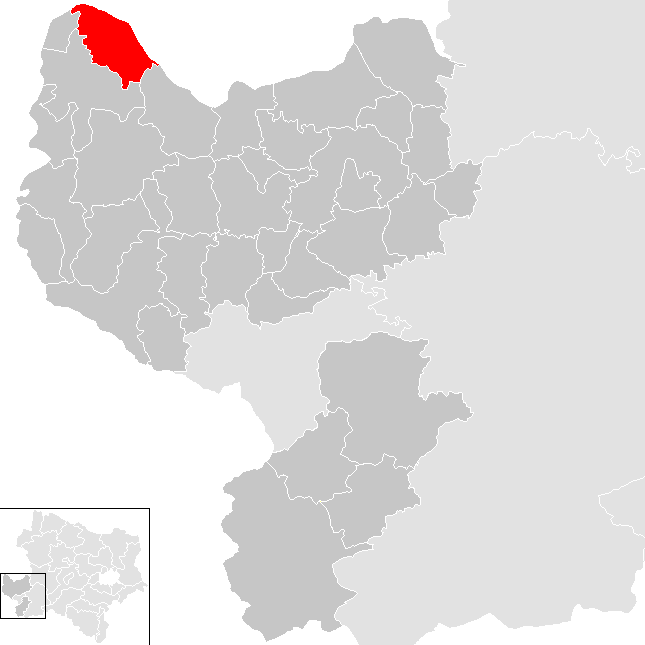
Sankt Pantaleon-Erla az Amstetteni járásban

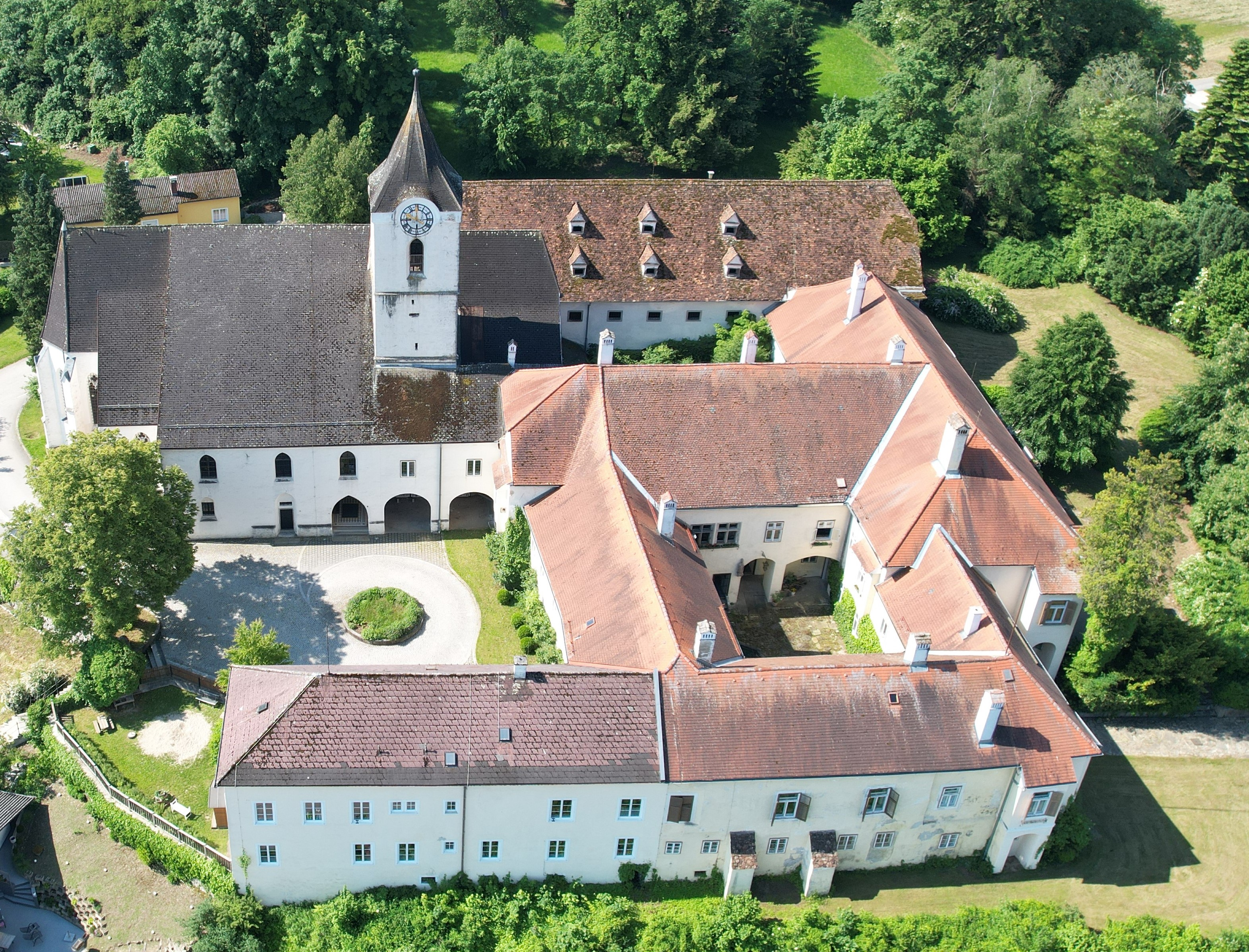
Az erlai kastély és a Szt. Péter és Pál-plébániatemplom

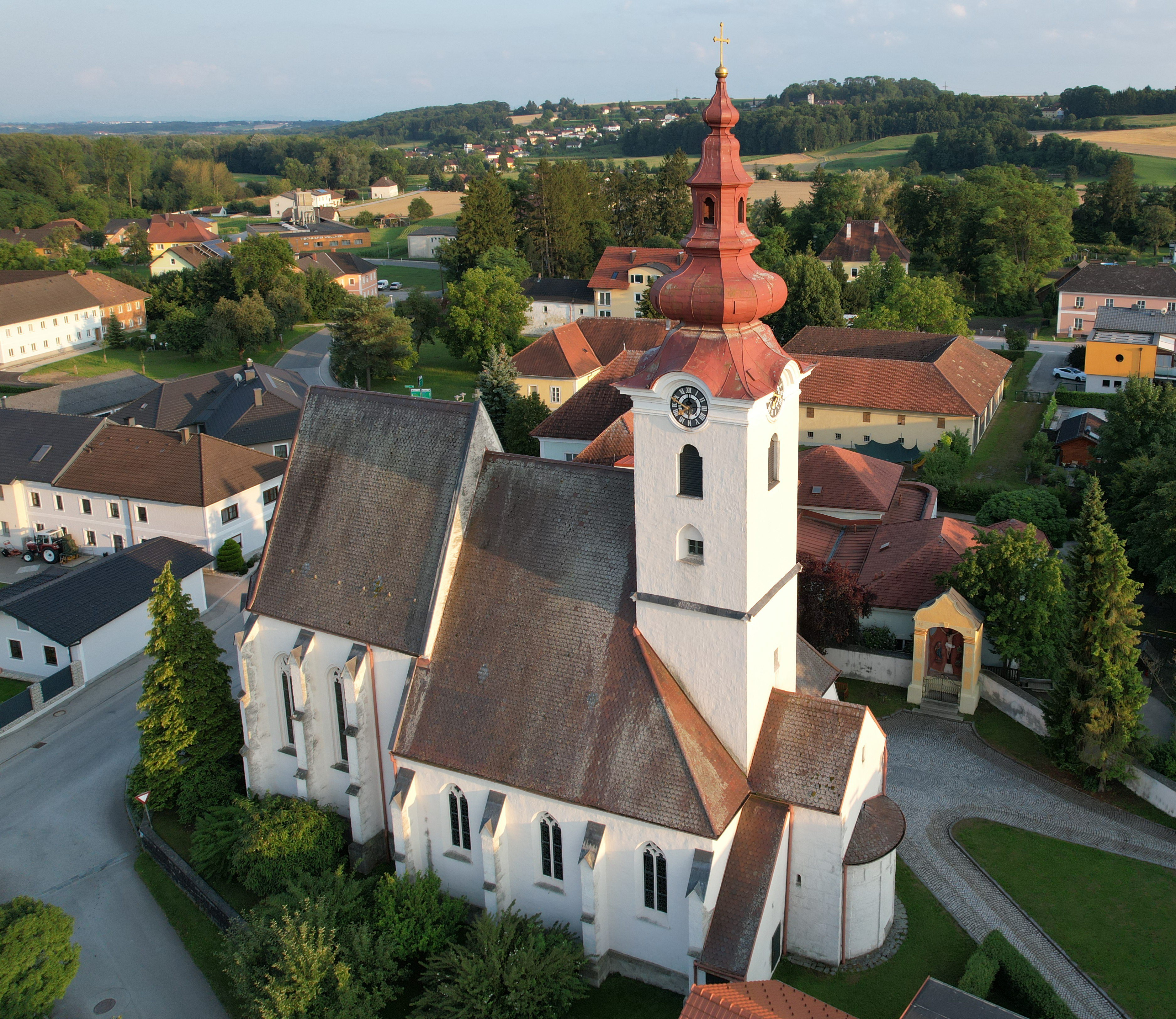
A Szt. Pantaleon-plébániatemplom

Sankt Pantaleon-Erla a tartomány Mostviertel régiójában fekszik a Duna jobb partján, az Enns torkolatánál, az Erla patak mentén. Területének 28,8%-a erdő, 52,4% áll mezőgazdasági művelés alatt. Az önkormányzat két települést egyesít: Erla (800 lakos 2023-ban) és St. Pantaleon (1892 lakos)
A környező önkormányzatok: délkeletre Strengberg, délre Sankt Valentin, délnyugatra Ennsdorf, nyugatra Enns, északnyugatra Mauthausen, északkeletre Naarn im Machlande.

## Története
A Duna-menti község területén az ókorban római légiós tábor és cohorserőd állt amelyek a birodalom határát védték; a régészek egy korabeli téglakemencét is feltártak.  
St. Pantaleon nevét 1423-ban említik először; azelőtt Zwieselkirchennek hívták és 1250-ben szerepel először az oklevelekben. Erla az itteni patakról kapta a nevét. A hely először 1090/1104-ben szerepel az írott forrásokban (mint Herlaha). A 9. század végén vagy a 10. század elején a stratégiailag fontos helyen megépült a pyburgi vár, amely a kalandozó magyarok támadásai ellen nyújtott védelmet. Zwieselkirchen 1200 körül, valamint 1400 után egy uradalom központja volt. Erlában a 12. században bencés kolostort alapítottak, de 1583-ban felszámolták. Épületét a bécsi klarisszák kapták meg, majd 1782-es feloszlatásuk után előbb állami kezelésbe, majd magántulajdonba került (Pereira-Arnstein báró vásárolta meg) és kastéllyá alakították át. 
1838-ban St. Pantaleonban 70 házat és 88 családot, valamint 17 lovat, 8 ökröt, 117 tehenet, 21 birkát és 52 disznót számláltak össze. Az 1848-as forradalmat követő közigazgatási reform után megalakult St. Pantaleon és Erla községi önkormányzata. 
Az addig önálló St. Pantaleon és Erla községek 1971-ben egyesültek St. Pantaleon-Erla néven. 1978-ban népszavazással utasították el, hogy atomerőmű épüljön a község területén. 

## Lakosság
A Sankt Pantaleon-Erla-i önkormányzat területén 2023 januárjában 2692 fő élt. A lakosságszám 1961 óta gyarapodó tendenciát mutat. 2020-ban az ittlakók 94,7%-a volt osztrák állampolgár; a külföldiek közül 0,9% a régi (2004 előtti), 3,3% az új EU-tagállamokból érkezett. 0,7% az egykori Jugoszlávia (Szlovénia és Horvátország nélkül) vagy Törökország, 0,4% egyéb országok polgára volt. 2001-ben a lakosok 91,4%-a római katolikusnak, 1,2% evangélikusnak, 5,7% pedig felekezeten kívülinek vallotta magát. Ugyanekkor 3 magyar élt a községben; a legnagyobb nemzetiségi csoportot a németeken kívül (97,7%) a törökök alkották 0,6%-kal.
A népesség változása:

| 2016 | 2 581 |
| 2018 | 2 587 |

## Látnivalók
- a Szt. Pantaleon-plébániatemplom
- az erlai kastély, volt apátság
- a Szt. Péter és Pál-plébániatemplom, volt apátsági templom

## Testvértelepülések
- Sillé-le-Guillaume (Franciaország)

## Fordítás
- Ez a szócikk részben vagy egészben  a   Sankt Pantaleon-Erla című német Wikipédia-szócikk ezen változatának fordításán alapul.  Az eredeti cikk szerkesztőit annak laptörténete sorolja fel. Ez a jelzés csupán a megfogalmazás eredetét és a szerzői jogokat jelzi, nem szolgál a cikkben szereplő információk forrásmegjelöléseként.